# Zophorame
Zophorame is een geslacht van spinnen uit de familie Barychelidae.

## Soorten
Het geslacht kent de volgende soorten:
- Zophorame covacevichae Raven, 1994
- Zophorame gallonae Raven, 1990
- Zophorame hirsti Raven, 1994
- Zophorame simoni Raven, 1990